# كريس ماركوس
كريس ماركوس (11 ديسمبر 1979 بشيكاغو في الولايات المتحدة - 23 أبريل 2020) (بالإنجليزية: Chris Marcus)‏ هو لاعب كرة سلة أمريكي في مركز الوسط.

## وصلات خارجية
- كريس ماركوس على موقع كلية كرة السلة في سبورتس رفرنس.كوم (الإنجليزية)
- كريس ماركوس على موقع ريلجم (الإنجليزية)